# Institut national des recherches archéologiques préventives

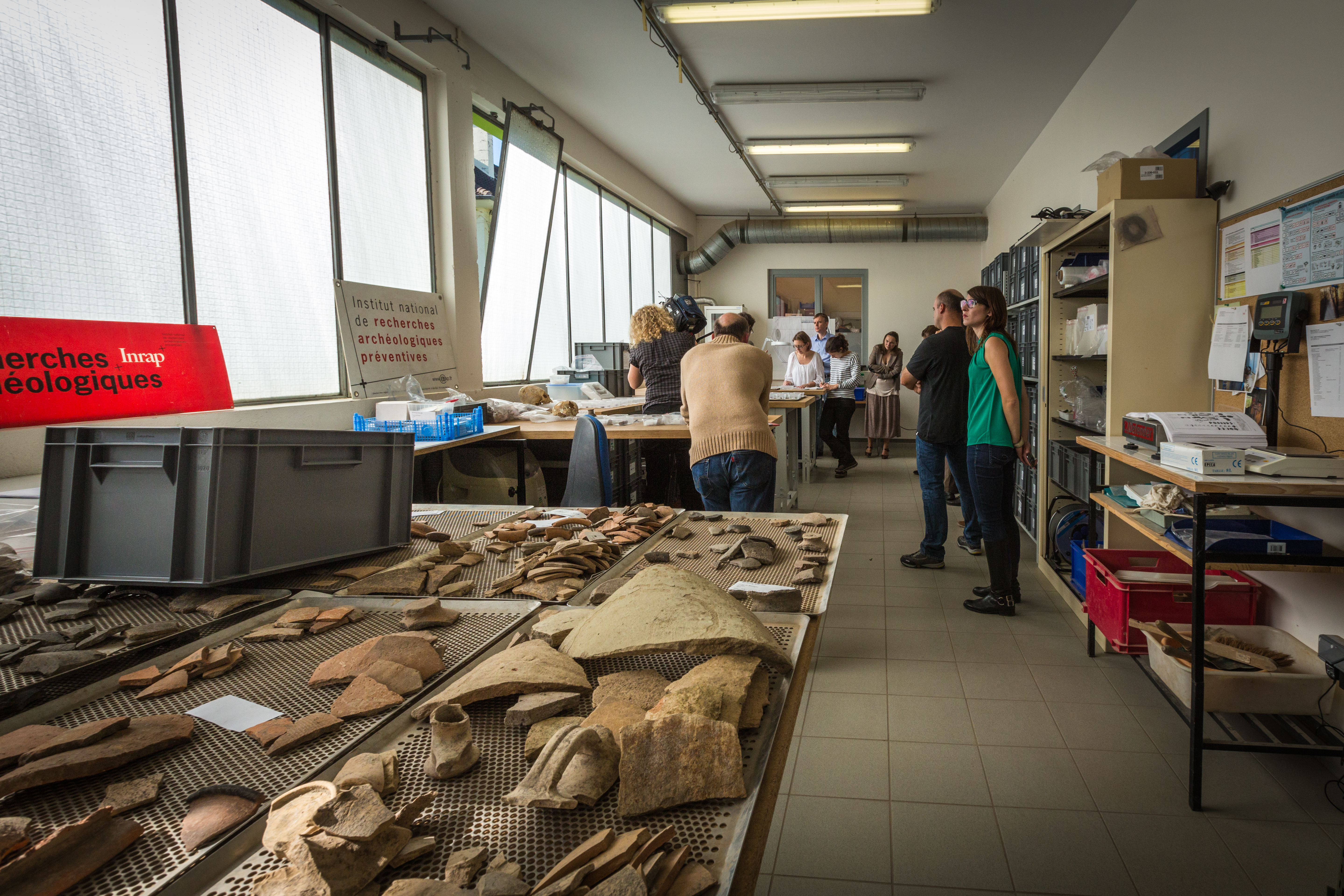
Materiaal opgegraven door Inrap in Obernai (2013)

Het Institut national des recherches archéologiques préventives (Inrap, vrije vertaling: Nationaal instituut voor preventieve archeologische onderzoeken) is een Franse overheidsinstelling die instaat voor preventieve archeologie bij grondwerken. Het Inrap voert onder meer onderzoeken uit bij de aanleg van wegen, spoorwegen en gasleidingen in Frankrijk.
Het Inrap werd opgericht in 2001 en was de opvolger van de Association pour les fouilles archéologiques nationales (AFAN), opgericht in 1973. Vanaf de jaren 1970 groeide het inzicht dat preventieve archeologie nodig was bij grote infrastructuurwerken. Dit was niet het geval geweest bij de aanleg van autosnelwegen in de jaren 1960. In 1986 verplichtte een wet om op regionaal niveau archeologen te raadplegen alvorens een bouwvergunning werd verleend. En een wet van 2001 gaf de staat de bevoegdheid om van ambtswege archeologische onderzoeken op te leggen bij werken. Voordien was nog steeds het akkoord van de bouwheer nodig.
Aanvankelijk had Inrap het alleenrecht om de opgelegde preventieve archeologische onderzoeken uit te voeren, maar vanaf 2003 kan dit ook gebeuren door een plaatselijke overheidsdienst of door een privéfirma.